# Прыжки в воду на летних Олимпийских играх 1904 — вышка
Соревнования по прыжкам в воду с вышки среди мужчин на летних Олимпийских играх 1904 прошли 7 сентября. Приняли участие пять спортсменов из двух стран.

## Призёры
| Золото            | Серебро                | Бронза                        |
| Джордж Шелдон США | Георг Гоффман Германия | Альфред Брауншвайгер Германия |
| Джордж Шелдон США | Георг Гоффман Германия | Фрэнк Кехоу США               |

## Соревнование
| Место | Спортсмен                  | Результат  |
| ----- | -------------------------- | ---------- |
| 1     | Джордж Шелдон (USA)        | 12,66      |
| 2     | Георг Гоффман (GER)        | 11,66      |
| 3     | Альфред Брауншвайгер (GER) | 11,33      |
| 3     | Фрэнк Кехоу (USA)          | 11,33      |
| 5     | Отто Хофф (GER)            | Неизвестен |